# Tecmo World Cup Soccer
Tecmo world cup es un videojuego de fútbol para la plataforma NES, lanzado en 1990 por la compañía japonesa Tecmo.

## Características
Su característica principal era la perspectiva cenital sobre los jugadores y el campo de juego, con este último orientado verticalmente.
Contaba con 16 selecciones mundiales de fútbol, de las cuales todas podían ser seleccionadas, necesitándose vencer a todos los equipos restantes para obtener el campeonato mundial.
El juego era veloz y con un desarrollo muy ágil, obteniéndose por lo general tanteos altos. A medida que avanzaba el torneo, la dificultad aumentaba, aunque la probabilidad de continuar luego de una derrota eran tantas como el jugador quisiera.

## Equipos
Los equipos que se podían seleccionar eran :
- Argentina
- Brasil
- Alemania
- Italia
- Holanda
- Unión Soviética
- Uruguay
- Colombia
- Escocia
- Japón
- Corea del sur
- Francia
- Polonia
- Estados Unidos
- España
- Inglaterra